# 15th Screen Actors Guild Awards
15th SAG Awards

25. januar, 2009
Best Cast – Motion Picture: 

Slumdog Millionaire
Best Cast – Drama Series: 

 Mad Men 

Best Cast – Comedy Series: 

 30 Rock 
Det 15th Screen Actors Guild Awards uddeling, for at ære de bedste film- og tv-skuespillere i året 2008, fandt sted den 25. januar 2009 og den 13. gang i træk blev ceremonien afholdt i Shrine Exposition Center i Los Angeles, California.
Nomineringer blev annonceret den 18. december 2008 af Angela Bassett og Eric McCormack på Los Angeles' Pacific Design Center's Silver Screen Theater.
Doubt modtog det højeste antal nomineringer i blandt filmkategorierne med fem, med fire for skuespil og en for individuelt skuespil. I fjernsynskategorierne fik Boston Legal, 30 Rock, John Adams, Mad Men og The Closer flest, med hver især 3 nomineringer.
Den største vinder blev 30 Rock, som vandt i alle de tre kategorier, som den var nomineret i. The Dark Knight vandt det højeste antal i filmkategorierne, da den vandt i begge kategorier, den var nomineret til.

## Nomineringer

### Film

#### Outstanding Performance by a Male Actor in a Leading Role
- Richard Jenkins – The Visitor
- Frank Langella – Frost/Nixon
- Sean Penn – Milk
- Brad Pitt – The Curious Case of Benjamin Button
- Mickey Rourke – The Wrestler

#### Outstanding Performance by a Female Actor in a Leading Role
- Anne Hathaway – Rachel Getting Married
- Angelina Jolie – Changeling
- Melissa Leo – Frozen River
- Meryl Streep – Doubt
- Kate Winslet – Revolutionary Road

#### Outstanding Performance by a Male Actor in a Supporting Role
- Josh Brolin – Milk
- Robert Downey Jr. – Tropic Thunder
- Philip Seymour Hoffman – Doubt
- Heath Ledger – The Dark Knight
- Dev Patel – Slumdog Millionaire

#### Outstanding Performance by a Female Actor in a Supporting Role
- Amy Adams – Doubt
- Penelope Cruz – Vicky Cristina Barcelona
- Viola Davis – Doubt
- Taraji P. Henson – The Curious Case of Benjamin Button
- Kate Winslet – The Reader

#### Outstanding Performance by a Cast
- The Curious Case of Benjamin Button
- Doubt
- Frost/Nixon
- Milk
- Slumdog Millionaire

#### Outstanding Performance by a Stunt Ensemble
- The Dark Knight
- Hellboy II: The Golden Army
- Indiana Jones and the Kingdom of the Crystal Skull
- Iron Man
- Wanted

### Fjernsyn

#### Outstanding Performance by a Male Actor in a Drama Series
- Michael C. Hall – Dexter
- Jon Hamm – Mad Men
- Hugh Laurie – House
- William Shatner – Boston Legal
- James Spader – Boston Legal

#### Outstanding Performance by a Female Actor in a Drama Series
- Sally Field – Brothers & Sisters
- Mariska Hargitay – Law & Order: Special Victims Unit
- Holly Hunter – Saving Grace
- Elisabeth Moss – Mad Men
- Kyra Sedgwick – The Closer

#### Outstanding Performance by a Male Actor in a Comedy Series
- Alec Baldwin – 30 Rock
- Steve Carell – The Office
- David Duchovny – Californication
- Jeremy Piven – Entourage
- Tony Shalhoub – Detektiv Monk

#### Outstanding Performance by a Female Actor in a Comedy Series
- Christina Applegate – Samantha Who?
- America Ferrera – Ugly Betty
- Tina Fey – 30 Rock
- Mary-Louise Parker – Weeds
- Tracey Ullman – Tracey Ullman's State of the Union

#### Outstanding Performance by a Male Actor in a Television Movie or Miniseries
- Ralph Fiennes – Bernard and Doris
- Paul Giamatti – John Adams
- Kevin Spacey – Recount
- Kiefer Sutherland – 24: Redemption
- Tom Wilkinson – John Adams

#### Outstanding Performance by a Female Actor in Television Movie or Miniseries
- Laura Dern – Recount
- Laura Linney – John Adams
- Shirley MacLaine – Coco Chanel
- Phylicia Rashad – A Raisin in the Sun
- Susan Sarandon – Bernard and Doris

#### Outstanding Performance by an Ensemble in a Drama Series
- Boston Legal
- Dexter
- House
- Mad Men
- The Closer

#### Outstanding Performance by an Ensemble in a Comedy Series
- 30 Rock* Desperate Housewives
- Entourage
- The Office
- Weeds

#### Outstanding Performance by an Stunt Ensemble in a Television Series
- Friday Night Lights
- Heroes* Prison Break
- The Closer
- The Unit

### Life Achievement Award
- Screen Actors Guild Awards 44th Annual Life Achievement Award:
  - James Earl Jones

## Film med flere nomineringer
Fem
- Doubt (vandt én)

Tre
- Milk (vandt én)
- The Curious Case of Benjamin Button

To
- The Dark Knight (vandt to)
- Frost/Nixon
- Slumdog Millionaire (vandt én)

## Tv-serier med flere nomineringer
Tre
- 30 Rock (vandt tre)
- John Adams (vandt to)
- Mad Men (vandt én)
- The Closer
- Boston Legal

To
- Bernard and Doris
- Dexter
- Entourage
- House (vandt én)
- Recount
- The Office
- Weeds